# Władysław Ciechoński
Władysław Ciechoński (ur. 4 marca 1898 w Bychawie, zm. 12 sierpnia 1920 w Tłuszczu) – podchorąży obserwator Wojska Polskiego, kawaler Orderu Virtuti Militari.

## Życiorys
Urodził się w rodzinie Władysława i Sabiny z Padzińskich. Ukończył szkołę średnią Handlową Szkołę Męską w Lublinie. Jak wielu uczniów tej szkoły działa przed wybuchem wojny w organizacjach niepodległościowych. Po utworzeniu Polskiej Organizacji Wojskowej wszedł w jej skład i brał udział w wielu akcjach zbrojnych. Pełnił funkcję komendanta III plutonu 3. kompanii batalionu Wojskowej Kadry Szkolnej w Lublinie. Pod koniec wojny zostaje zatrzymany przez Austriaków i skazany na 3 lata więzienia.
Wraz z rozbrojeniem Austriaków został uwolniony z więzienia. 12 listopada 1918 zgłosił się do tworzonego Wojska Polskiego. Przydzielony został do 39 eskadry Breguetów, przemianowanej wkrótce na 16 eskadrę wywiadowczą. 26 lipca 1919 z eskadry wysłany został do Oficerskiej Szkoły Obserwatorów Lotniczych w Warszawie. Po ukończeniu szkoły w lutym 1920 na ochotnika zgłasza się na front. Tutaj walczy ze swoją eskadrą w walkach w wojnie polsko-bolszewickiej będąc wielokrotnie wyróżnianym za odwagę.
12 sierpnia 1920 roku razem z podporucznikiem pilotem Franciszkiem Rudnickim wziął udział w akcji przeciw bolszewikom pod Tłuszczem k. Warszawy. W czasie wykonywania zadania obaj zostali ranni. Ciechoński zmarł z ran w czasie lotu powrotnego.
8 czerwca 1922 został pośmiertnie mianowany podporucznikiem z dniem 12 sierpnia 1920 w korpusie oficerów Wojsk Aeronautycznych.

## Ordery i odznaczenia
- Krzyż Srebrny Orderu Wojskowego Virtuti Militari nr 8125 – pośmiertnie 27 lipca 1922[5]
- Krzyż Walecznych[1]
- Polowa Odznaka Obserwatora – pośmiertnie 11 listopada 1928 „za loty bojowe nad nieprzyjacielem w czasie wojny 1918–1920”[6]